# Skuggmätare
Skuggmätare (Dyscia fagaria) är en sällsynt fjäril i familjen mätare. Den har gråaktiga vingar med mörkare teckningar i form av fläckar och tvärlinjer. Vingbredd är ungefär 30-35 millimeter. Hanen är större och ljusare i färgen än honan. 
Larven lever främst på ljung, men kan även leva på klockljung och purpurljung där dessa växter. Fjärilen förekommer i öppna områden bevuxna med ljung, helst klippiga ljunghedar. I Sverige är arten rödlistad som starkt hotad.